# Comanthera brasiliana
Comanthera brasiliana är en gräsväxtart som först beskrevs av Ana Maria Giulietti, och fick sitt nu gällande namn av L.R.Parra och Ana Maria Giulietti. Comanthera brasiliana ingår i släktet Comanthera, och familjen Eriocaulaceae. Inga underarter finns listade i Catalogue of Life.